# Biblioteca nacional de Moldavia
La Biblioteca nacional de Moldavia o Biblioteca nacional de la República de Moldavia (en rumano: Biblioteca Naţională a Republicii Moldova) es una biblioteca en la calle 31 de agosto de 1989 en Chisináu, la capital del país europeo de Moldavia. Fue fundada el 22 de agosto de 1832. Su directora general es Elena Pintilei.
El arquitecto que diseño el edificio fue A. Ambartumian. En frente de la Biblioteca Nacional hay una estatua del poeta Vasile Alecsandri realizada por Ion Zderciuc.